# Litteraturåret 2013

## Årets händelser
- 7 mars – Sara Danius blir invald i Svenska Akademien.
- 5 maj – 200 år sedan Søren Kierkegaard föddes.
- 26–29 september – Bokmässan i Göteborg.
- 5 oktober – 300 år sedan Denis Diderot föddes.
- 10 oktober – Svenska Akademien tillkännager att kanadensiskan Alice Munro tilldelas årets nobelpris i litteratur
- 16 oktober – Eleanor Catton tilldelas Bookerpriset för The Luminaries', översatt till svenska som Himlakroppar.
- 7 november – 100 år sedan Albert Camus föddes.

## Priser och utmärkelser
- Nobelpriset i litteratur – Alice Munro, Kanada[1]
- Augustpriset
  - Skönlitterär bok: Lena Andersson för Egenmäktigt förfarande – en roman om kärlek (Natur & Kultur)
  - Fackbok: Bea Uusma för Expeditionen. Min kärlekshistoria (Norstedts)
  - Barn- och ungdomsbok: Ellen Karlsson och Eva Lindström för Snöret, fågeln och jag (Hippo bokförlag)
- ABF:s litteratur- & konststipendium – Daniel Poohl
- Aftonbladets litteraturpris – Andrzej Tichý
- Anders och Veronica Öhmans pris – Åke Holmquist
- Aniarapriset – Jonas Hassen Khemiri
- Aspenströmpriset – Tua Forsström
- Astrid Lindgren-priset – Katarina von Bredow
- Axel Hirschs pris – Ingrid Carlberg och Anders Jarlert
- Barnens romanpris – Kristina Ohlsson för Glasbarnen
- Bellmanpriset – Eva-Stina Byggmästar
- BMF-plaketten – Lena Andersson för Egenmäktigt förfarande – en roman om kärlek
- BMF-Barnboksplaketten – Maths Claesson för Linux – uttagningen
- Borås Tidnings debutantpris – Susanna Lundin för Hindenburg
- Bookerpriset – Eleanor Catton
- Dan Andersson-priset – Linda Rattfelt
- De Nios Stora Pris – Aris Fioretos
- De Nios Vinterpris – Blå Tåget (Tore Berger, Leif Nylén, Torkel Rasmusson), Rose Lagercrantz och Vibeke Olsson
- Disapriset – Johan Svedjedal
- Doblougska priset – Sara Stridsberg och Lars Jakobson, Sverige samt Karin Moe och Torgeir Rebolledo Pedersen, Norge
- Ekelöfpriset – Göran Sonnevi
- Elsa Thulins översättarpris – Gunnar Harding
- Emil-priset – Katarina von Bredow
- Erik Lindegren-priset – Fredrik Nyberg
- Lilla Erik Lindegren-priset – Lova Olofsson, Sjulsmark
- Franz Kafka-priset – Amos Oz
- Gerard Bonniers pris – Tore Frängsmyr
- Gerard Bonniers essäpris – Fredrik Sjöberg
- Gerard Bonniers lyrikpris – Björner Torsson för Hüzün eller Den hopfällbara näsan
- Goncourtpriset – Pierre Lemaitre för Au revoir là-haut
- Gun och Olof Engqvists stipendium – Torbjörn Elensky
- Gustaf Fröding-sällskapets lyrikpris – Göran Greider
- Göteborgs-Postens litteraturpris – Hanna Nordenhök
- Göteborgs Stads författarstipendium – Stig Hansén och Ola Nilsson
- Hedenvind-plaketten – P.O. Enquist
- Ivar Lo-priset – Kjell Eriksson
- Jacques Outin-priset – Kristoffer Leandoer
- Johan Hansson-priset – Maciej Zaremba för boken Patientens pris – ett reportage om den svenska sjukvården och marknaden
- Johan Lundblads pris – Johan Tralau
- John Landquists pris – Martin Kylhammar
- Kallebergerstipendiet – Anna Hallberg
- Karin Boyes litterära pris – Athena Farrokhzad
- Katapultpriset – Eija Hetekivi Olsson för Ingenbarnsland, Sami Said för Väldigt sällan fin
- Kellgrenpriset – Maciej Zaremba
- Litteraturpriset till Astrid Lindgrens minne – Marisol ”Isol” Misenta
- Litteris et Artibus – Vibeke Olsson Falk
- Lotten von Kræmers pris – Anna Williams
- Lydia och Herman Erikssons stipendium – Fredrik Nyberg
- Man Booker International Prize – Lydia Davis
- Mare Kandre-priset – Linda Boström Knausgård
- Moa-priset – Susanna Alakoski
- Nordiska rådets litteraturpris – Kim Leine, Danmark för Profeterna vid Evighetsfjorden
- Nordiska rådets pris för barn- och ungdomslitteratur – Seita Vuorela och Jani Ikonen (Finland) för Karikko (Blindskär)
- Petrarca-Preis – Adonis och Robin Robertson
- Pär Lagerkvistpriset – Eva Ström
- Sara Lidman-priset – Lawen Mohtadi
- Schückska priset – Mats Jansson
- Signe Ekblad-Eldhs pris – Kristian Lundberg
- Stiftelsen Natur & Kulturs översättarpris – Ulla Ekblad-Forsgren och Laura Cangemi
- Stiftelsen Selma Lagerlöfs litteraturpris – Kjell Johansson
- Stig Sjödinpriset – Anna Jörgensdotter, Helene Rådberg och Carolina Thorell
- Studieförbundet Vuxenskolans författarpris – Therése Söderlind för Vägen mot Bålberget
- Svenska Akademiens nordiska pris – Sofi Oksanen, Finland
- Svenska Akademiens tolkningspris – Janny Middelbeek-Oortgiesen
- Svenska Akademiens översättarpris – Madeleine Gustafsson
- Svenska Dagbladets litteraturpris – Lena Andersson för Egenmäktigt förfarande
- Sveriges Radios Romanpris – Jonas Brun för Skuggland
- Sveriges Radios Novellpris – Stina Stoor för Gåvan
- Sveriges Radios Lyrikpris – Ann Hallström
- Søren Gyldendal-priset – Jens Smærup Sørensen
- Tegnérpriset – Christina Svensson
- Tidningen Vi:s litteraturpris – Susanna Alakoski
- Tollanderska priset – Rainer Knapas
- Tucholskypriset – Masha Gessen, Ryssland
- Örebro läns landstings kulturpris – Anders Jacobsson och Sören Olsson[2]
- Österrikiska statens pris för europeisk litteratur – John Banville
- Övralidspriset – Lars Andersson

## Årets böcker

### A – G
- Aldermanns arvinge av Gabriella Håkansson
- Amarone av Måns Ivarsson och Tomas Petersson
- Analfabeten som kunde räkna av Jonas Jonasson
- Andningskonstnären av Per Odensten
- Antarktis av Josefin Holmström
- Bleeding Edge av Thomas Pynchon
- Boken av Niklas Rådström
- Borges i Sundsvall av Åke Smedberg
- Den blygsamme hjälten av Mario Vargas Llosa
- Den blå tvålen. Romanen och konsten att göra saker och ting synliga av Sara Danius
- Den färglöse herr Tazaki av Haruki Murakami
- Den sanna historien om Pinocchios näsa av Leif G.W. Persson
- Det vita huset i Simpang av Hanna Nordenhök
- Du går inte ensam av Mari Jungstedt
- Egenmäktigt förfarande av Lena Andersson
- En dramatikers dagbok mellan 2005 och 2012 av Lars Norén
- En hemstad: Berättelsen om att färdas genom klassmörkret av Kristian Lundberg
- En passande död av Åsa Nilsonne
- Ett fjärran krig av Göran Redin
- Expeditionen. Min kärlekshistoria av Bea Uusma
- Fiskarna har inga fötter av Jón Kalman Stefánsson
- Fluortantens dotter av Tony Samuelsson
- Författarnas himmel av P.C. Jersild
- Gimokrönikan av Patrik Godin

### H – N
- Hatet. En bok om antifeminism av Maria Sveland
- Helioskatastrofen av Linda Boström Knausgård
- Herbert Tingstens sista dagar av Per Wirtén
- Hoffmanns försvar av Kjell Espmark
- Homullus absconditus av Magnus William-Olsson
- Hysteros av Helena Granström
- Hägring 38 av Kjell Westö
- I farans riktning av Viveca Sten
- I krig med samhället och andra texter av Anne Charlotte Leffler
- Inferno av Dan Brown
- Jesus barndom av J.M. Coetzee
- Kairos av Andrzej Tichý
- Klubb Ibsen av Peter Handberg
- Lekmannen av Fabian Kastner
- Levande och döda i Winsford av Håkan Nesser
- Liknelseboken av P.O. Enquist
- Lustspelet av Charlotta Lindell
- Marconi Park av Åke Edwardson
- Martin Andersson – Ett skuggspel av Sara Gordan
- Mellan rött och svart av Jan Guillou
- Min frihet av Björn Larsson
- Min kamp, del 6 av Karl Ove Knausgård
- Minnesburen av Eva Runefelt
- Monomani av Sami Said

### O – U
- Och bergen svarade av Khaled Hosseini
- Och ett skepp med sju segel och femti kanoner ska försvinna med mig av Bodil Malmsten
- Ode till demiurgen av Håkan Sandell
- Pino på skattjakt av Eva Pils, Agneta Norelid och Kenneth Anderson
- Polis av Jo Nesbø
- Populisten av Tomas Bodström
- Porslinsfasaderna av Sven Olov Karlsson
- Ravioli av Klas Östergren
- Sakernas tillstånd och tillståndet för sakernas förstörelse redigerad av Kämpa tillsammans![3]
- Simmaren av Joakim Zander
- Skrivandets sinne av Elisabeth Rynell
- Skulden – Eurokrisen sedd från Aten av Kajsa Ekis Ekman
- Som om vi hade glömt av Daniel Poohl
- Spår av Lena Sundström
- Steglitsan av Donna Tartt
- Stormsvala av Marianne Cedervall
- Systrar och bröder av Maria Sveland
- Så länge jag kan minnas har jag varit ensam av Marie Lundquist
- The Cuckoo's Calling av Robert Gailbrath (J.K. Rowling)
- Tiden second hand av Svetlana Aleksijevitj
- Torka aldrig tårar utan handskar: 2, Sjukdomen samt 3, Döden av Jonas Gardell
- Tre vägar av Katarina Frostenson

### V – Ö
- Vid himlens början av Elisabeth Hjorth
- Vinterkriget av Philip Teir
- Vägen mot Bålberget av Therése Söderlind
- Väster om friheten av Thomas Engström
- Över gränsen av Oline Stig

## Avlidna
- 29 januari – Anselm Hollo, 78, finländsk och amerikansk poet.
- 27 februari – Imants Ziedonis, 79, lettisk poet.[4]
- 21 mars – Chinua Achebe, 82, nigeriansk författare.
- 25 maj – Folke Isaksson, 85, svensk författare.
- 6 juni – Tom Sharpe, 85, brittisk författare.[5]
- 7 juni – Erik Johansson, 98, svensk författare.
- 8 juni – Yoram Kaniuk, 83, israelisk författare och konstnär.[6]
- 9 juni – Iain Banks, 59, skotsk författare[7]
- 15 augusti – Sławomir Mrożek, 83, polsk dramatiker.[8]
- 20 augusti – Elmore Leonard, 87, amerikansk författare.[9]
- 30 augusti – Seamus Heaney, 74, irländsk författare, nobelpristagare 1995.[10]
- 2 september – Frederik Pohl, 93, amerikansk science fiction-författare.[11]
- 19 september – Robert Barnard, 76, brittisk kriminalförfattare och litteraturprofessor.[12]
- 20 september – Carolyn Cassady, 90, amerikansk beat-författare.[13]
- 21 september – Kofi Awoonor, 78, ghanansk författare, poet, litteraturvetare och diplomat.[14]
- 22 september – Álvaro Mutis, 90, colombiansk författare och poet.[15]
- 1 oktober – Tom Clancy, 66, amerikansk thrillerförfattare.[16]
- 12 oktober – Oscar Hijuelos, 62, amerikansk författare (The Mambo Kings).
- 12 oktober – Ulf Linde, 84, svensk konstkritiker, museiman, jazzmusiker, författare och ledamot av Svenska Akademien.[17]
- 13 oktober – Bert Olls, 90, svensk illustratör och författare.
- 10 november – Vijaydan Detha, 87, indisk författare.[18]
- 17 november – Doris Lessing, 94, brittisk författare, nobelpristagare 2007.[19]
- 5 december – Colin Wilson, 82, brittisk författare.[20]
- 31 december – Sigrid Kahle, 85, svensk journalist och författare.

### Fotnoter
1. ↑  ”All Nobel Prizes in Literature” (på engelska). Nobelpriset. https://www.nobelprize.org/prizes/lists/all-nobel-prizes-in-literature/. Läst 3 januari 2014.
2. ↑  Lena Dahlström Svärd (9 oktober 2013). ”Landstingets kulturpris 2013 tilldelas Anders Jacobsson och Sören Olsson”. Örebro läns landsting. Arkiverad från originalet den 3 januari 2014. https://web.archive.org/web/20140103225239/http://www.orebroll.se/sv/Om-landstinget/Press/Pressmeddelanden/2013/2013-10-09/. Läst 3 januari 2014.
3. ↑  ”Sakernas tillstånd och tillståndet för sakernas förstörelse”. Eskaton. 2013. Arkiverad från originalet den 12 mars 2014. https://web.archive.org/web/20140312213705/http://eskaton.se/?page_id=38. Läst 12 mars 2014. (Hämtad 2014-03-12).
4. ↑  Miris dzejnieks Imants Ziedonis|Diena.lv
5. ↑  Tom Sharpe, Porterhouse Blue novelist, dies aged 85
6. ↑  Yoram Kaniuk, Maverick Israeli Novelist, Dies at 83
7. ↑  ”The Final Interview”. The Guardian. 9 juni 2013. http://www.theguardian.com/books/2013/jun/15/iain-banks-the-final-interview. Läst 24 augusti 2013.
8. ↑  ”Playwright Slawomir Mrożek dies”. thenews.pl. Arkiverad från originalet den 19 augusti 2013. https://web.archive.org/web/20130819051249/http://www.thenews.pl/1/11/Artykul/144461,Playwright-Slawomir-Mrozek-dies. Läst 21 augusti 2013.
9. ↑  American novelist Elmore Leonard has died
10. ↑  ”Poet Seamus Heaney dies aged 74”. BBC News. http://www.bbc.co.uk/news/entertainment-arts-23898891. Läst 30 augusti 2013.
11. ↑  http://www.theregister.co.uk/2013/09/02/science_fiction_titan_frederik_pohl_dies_aged_93/ Dödsnotis (Engelska)
12. ↑  Robert Barnard obituary
13. ↑  ”Carolyn Cassady död”. Sydsvenskan. http://www.sydsvenskan.se/familj/dodsfall/carolyn-cassady-dod/. Läst 22 september 2013.
14. ↑  ”Nairobi shopping mall attacks: Kofi Awoonor, Ghanaian poet, killed in Westgate Attack”. Arkiverad från originalet den 23 september 2013. https://web.archive.org/web/20130923130321/http://www.telegraph.co.uk/news/worldnews/africaandindianocean/kenya/10326144/Nairobi-shopping-mall-attacks-Kofi-Awoonor-Ghanaian-poet-killed-in-Westgate-Attack.html. Läst 2 oktober 2013.
15. ↑  ”Álvaro Mutis muere a la edad de 90 años en México”. entretenimiento.terra.com. Arkiverad från originalet den 5 november 2014. https://web.archive.org/web/20141105164309/http://entretenimiento.terra.com.co/cultura/alvaro-mutis-muere-a-la-edad-de-90-anos-en-mexico,4f8b6392e5841410VgnVCM10000098cceb0aRCRD.html. Läst 2 oktober 2013.
16. ↑  ”Sources: Author Tom Clancy dead”. 2 oktober 2013. http://www.cnn.com/2013/10/02/us/tom-clancy-obit/index.html?hpt=hp_t2. Läst 2 oktober 2013.
17. ↑  Ulf Linde avliden, Dagens Nyheter 13 oktober 2013.
18. ↑  Rajasthani folk writer Vijaydan Detha dies
19. ↑  http://www.theguardian.com/books/2013/nov/17/doris-lessing-dies-94
20. ↑  Colin Wilson